# FC ŠTK 1914 Šamorín
 ŠTK 1914 Šamorín là một câu lạc bộ bóng đá Slovakia, đến từ thị trấn Šamorín. Câu lạc bộ được thành lập năm 1914. Ở mùa giải 2009/2010, đội bóng thăng hạng Giải bóng đá hạng ba quốc gia Slovakia. Ở mùa giải 2015/16 câu lạc bộ lên thi đấu ở Giải bóng đá hạng nhì quốc gia Slovakia.

## Lịch sử
Câu lạc bộ được thành lập ngày 1 tháng 6 năm 1914. Sân vận động đầu tiên của đội (ở Pomlé, Šamorín) mở cửa năm 1930. Trận đấu đầu tiên trên sân vận đông, trước FSV Vienna trận thắng 2-0 trước 1.500 khán giả. ŠTK tự hào thông báo rằng sẽ có nơi cho trẻ em vui chơi (Mladsi, Starsi ziaci và Dorast). Điều đó mang lại thành công lớn, vì theo thống kê năm 2010, gần 400 trẻ em chơi bóng ở đây. Phân tích tất cả những điều trên, các cầu thủ và thành viên Samorin nên tự hào về chủ tịch của đội, Norbert Csutora. 
Vào tháng 12 năm 2010 Csutora ký kết thỏa thuận trao đổi thép để lấy chỗ ngồi ở sân cũ HC Slovan Bratislava. Ông có được 500 ghế ngồi và giúp người hâm mộ có chỗ ngồi chất lượng cao, khi thay thế các băng ghế cũ ở đó.
Năm 2015, STK Samorin ký hợp đồng liên kết với một trong những đội bóng lớn nhất Brasil, Fluminense FC. Trong cùng mùa giải, câu lạc bộ thăng hạng giải hạng hai Slovakia và, mùa giải 2016-2017, tìm kiếm suất lên hạng Fortuna Liga, giải đấu cao nhấ Slovakia.

## Câu lạc bộ liên kết
Các câu lạc bộ sau liên kết với FC ŠTK 1914 Šamorín:
- Fluminense FC (2015-2019)[1]
- DAC 1904 Dunajská Streda (2019-)[2]

## Đội hình hiện tại
Tính đến ngày 29 tháng 6 năm 2019

Ghi chú: Quốc kỳ chỉ đội tuyển quốc gia được xác định rõ trong điều lệ tư cách FIFA. Các cầu thủ có thể giữ hơn một quốc tịch ngoài FIFA.
| Số | VT | Quốc gia | Cầu thủ                      |
| -- | -- | -------- | ---------------------------- |
| 6  | TV | Slovakia | Ľubomír Mezovský             |
| 7  | TV | Slovakia | Juraj Pančík                 |
| 12 | TM | Slovakia | Juraj Hajdúch                |
| 15 | HV | Slovakia | Draško Matej Marič-Bjekič    |
| 16 | HV | Slovakia | Vladimír Fuják               |
| 19 | HV | Slovakia | Vladimír Pončák (đội trưởng) |

| Số | VT | Quốc gia | Cầu thủ       |
| -- | -- | -------- | ------------- |
| 23 | TV | Slovakia | Tamás Németh  |
| 28 | HV | Slovakia | Jakub Čunta   |
| —  | TĐ | Slovakia | Tamás Méry    |
| —  | TV | Slovakia | Gergely Viola |
| —  | TĐ | Slovakia | Nicolas Bujka |

Về các chuyển nhượng gần đây, xem Danh sách chuyển nhượng bóng đá Slovakia hè 2019.

## Ban kĩ thuật
| Vị trí                  | Nhân viên       |
| ----------------------- | --------------- |
| Huấn luyện viên trưởng  | Ján Blaháč      |
| Trợ lý huấn luyện viên  | Juraj Baláž     |
| Trợ lý huấn luyện viên  | Leandro Ramos   |
| Giám đốc                | Marco Manso     |
| Quản lý                 | Norbert Csutora |
| Huấn luyện viên đội trẻ | Csaba Horváth   |
| Huấn luyện viên thủ môn | Juraj Baláž     |
| Masseur                 | Attila Vasi     |

- Last updated: ngày 25 tháng 12 năm 2018

## Cầu thủ đáng chú ý
Từng thi đấu cho các đội tuyển quốc gia tương ứng. Các cầu thủ có tên in đậm thi đấu cho đội tuyển quốc gia khi thi đấu cho Samorin.
Xem thêm tại đây.
- Balázs Borbély
- Csaba Horváth

## Huấn luyện viên đáng chú ý
- Jozef Kontír (?-2015)
- Mike Keeney (tháng 1 năm 2016 - tháng 1 năm 2017)
- Mika Lönnström (tháng 1 năm 2017 - tháng 3 năm 2018)
- Gustavo Leal (tháng 3 năm 2018 - tháng 12 năm 2018)
- Sanjin Alagić (tháng 12 năm 2018 - tháng 6 năm 2019)
- Branislav Sokoli (tháng 6 năm 2019-tháng 10 năm 2019)
- Ján Blaháč (tháng 10 năm 2019-)